# Judith Velasco Herrera
Judas María Velasco Herrera (La Habana, 11 de marzo de 1940-Ciudad de México, 16 de febrero de 1994), conocida como Judith Velasco Herrera, fue una vedette y actriz cubana. 

## Biografía y carrera

### Primeros años
Judas María Velasco Herrera nació el 11 de marzo de 1940 en La Habana, Cuba.

### Inicios como vedette e inicios actorales
En su juventud, se desempeñó como bailarina del ballet cubano «Rodney» que, a principios de la década de los sesenta, hizo una gira por México; en esa agrupación de baile, una de sus compañeras fue Teresita Miranda, quien en 1969 contrajo matrimonio con Chabelo, actor, comediante y presentador de televisión mexicanoestadounidense, con quien Velasco entabló una buena amistad. Una vez terminadas sus presentaciones con Rodney, decidió no regresar a Cuba, y en su lugar, se quedó a vivir en México. Su carrera tomó rumbo como vedette en varios cabarets situados en la Ciudad de México, presentándose en sitios como La Fuente, El Señorial, La Concha, El Patio, Los Globos, y Terraza Casino. Gracias a su trabajo en estos clubes nocturnos, a inicios de los años setenta, logró adentrarse al mundo de la actuación, y en 1974 debutó como actriz en las películas Los vampiros de Coyoacán y El carita, en ambas con papeles secundarios. Dos años después, en 1976, trabajó con Cantinflas en la cinta El ministro y yo.

### Incursión como actriz
En 1978, debutó en televisión con la telenovela Viviana. El mismo año, el productor de televisión Humberto Navarro la incluyó en el programa de comedia La carabina de Ambrosio; en dicha emisión, interpretó a varios personajes en diferentes sketches cómicos, sobresaliendo por personificar a una madre preocupona, abnegada y melancólica, en las representaciones de Mercado de lagrimas, en las cuales compartía escena con Alejandro Suárez como su esposo, y Chabelo como su hijo. Luego de haber gozado de gran éxito con esta producción, en 1985 fue reemplazada en la misma por Lucila Mariscal. Este último cambio se dio luego de que Velasco comenzó a mostrar síntomas de depresión. Durante el transcurso de los años ochenta, y al término de su estancia en La carabina de Ambrosio, se refugió en el cine, y participó en filmes que en su mayoría eran de comedia o pertenecían al cine de ficheras, de entre las cuales destacan Llegamos los fregamos y nos fuimos (1985), A garrote limpio (1986), Relámpago (1987), El gran relajo mexicano (1988), y Sabadazo (Sábado, D.F.) (1988).
A inicios de los noventa, únicamente tuvo tres créditos filmográficos, el primero en la película Ruleta mortal de 1990, el segundo en la telenovela Madres egoístas de 1991, y el último en la cinta Hades, vida después de la muerte de 1993.

## Muerte
Pese a haber logrado mantenerse vigente por un tiempo en el medio artístico, llegada la década de 1990, Velasco continuó desmoralizándose y su depresión fue agudizándose poco a poco cuando empezó a ser discriminada y rechazada debido a su apariencia y edad por productores y empresarios de cine y televisión, quienes ya no querían darle trabajo al considerar que había perdido su belleza física. Chabelo, su amigo, intentó contratarla para un proyecto de televisión que se encontraba planificando, pero dado su avanzado estado depresivo, la actriz rechazó su oferta. Agobiada por deudas y el desempleo, sus trastornos del estado de ánimo la llevaron a aislarse y enclaustrarse en su departamento, localizado en la colonia del Valle, en Ciudad de México.
El 16 de febrero de 1994, la artista de 53 años de edad sufrió un episodio depresivo; la mañana del citado día, salió de su departamento para dirigirse e ingresar a la estación del metro División del Norte, donde se suicidó al arrojarse a las vías al paso del tren, muriendo instantáneamente a causa de un conjunto de traumatismos. Durante varias horas posteriores al suceso, su cadáver permaneció en el Servicio Médico Forense en calidad de desconocida, hasta que fue identificada por algunos de sus compañeros de trabajo, gracias a que llevaba una credencial de la Asociación Nacional de Actores (ANDA). Ya que Velasco no tenía familiares en México y ninguno de sus compañeros conocía a nadie de su familia para comunicarse e informar lo ocurrido, optaron por gestionar los trámites necesarios para que el cuerpo de la actriz se sepultara en una cripta del panteón Mausoleos del Ángel, ubicado en Ciudad de México.

## Filmografía

### Cine
| Año  | Título                                  | Papel                           | Notas                          |
| ---- | --------------------------------------- | ------------------------------- | ------------------------------ |
| 1974 | Los vampiros de Coyoacán                | Novia del Ciclón                |                                |
| 1974 | El carita                               | Judith                          |                                |
| 1975 | Bellas de noche                         | Fichera del cabaret «el Pirulí» |                                |
| 1976 | El alegre divorciado                    | Personaje desconocido           | Acreditada como Judit Velasco  |
| 1976 | El ministro y yo                        | Anita                           |                                |
| 1977 | Somo del otro Laredo (Chicanos Go Home) | La mujer galante                |                                |
| 1980 | Hilario Cortes, el rey del talón        | Celadora                        |                                |
| 1980 | Picardía mexicana: número dos           | Personaje desconocido           |                                |
| 1981 | Ni modo... así somos                    | Personaje desconocido           |                                |
| 1981 | ¡Pum!                                   | Personaje desconocido           |                                |
| 1981 | El macho bionico                        | Personaje desconocido           | Acreditada como Judith Velazco |
| 1982 | Al cabo qué ni quería                   | Apolonia (comadre)              | Acreditada como Judith Velazco |
| 1985 | Llegamos los fregamos y nos fuimos      | Malinche                        | Acreditada como Judith Velazco |
| 1986 | A garrote limpio                        | Personaje desconocido           | Acreditada como Judith Velazco |
| 1987 | Municipio de la muerte                  | Gloria                          | Acreditada como Judith Velazco |
| 1987 | Relámpago                               | Personaje desconocido           |                                |
| 1987 | Escuadrón sida                          | Personaje desconocido           |                                |
| 1988 | Piquete que va derecho                  | Personaje desconocido           | Acreditada como Judith Velazco |
| 1988 | El gran relajo mexicano                 | Personaje desconocido           |                                |
| 1988 | Sabadazo (Sábado, D.F.)                 | Personaje desconocido           | Acreditada como Judith Velazco |
| 1989 | Chiquita... No te la acabas             | Personaje desconocido           | Acreditada como Judith Velazco |
| 1989 | Te gustan, te las traspaso              | Personaje desconocido           |                                |
| 1990 | Ruleta mortal                           | Patricia                        | Acreditada como Judith Velazco |
| 1993 | Hades, vida después de la muerte        | Enfermera 1                     | Trabajo final                  |

### Televisión
| Año  | Título                  | Papel              |
| ---- | ----------------------- | ------------------ |
| 1978 | Viviana                 | Presa              |
| 1980 | El medio pelo           | Perpetua           |
| 1983 | Cuando los hijos se van | Esposa de Vicente  |
| 1991 | Madres egoístas         | Lic. Pilar Zaldain |